# 肖恩·柯卡姆
肖恩·柯卡姆（英語：Shaun Kirkham，1992年7月24日—），新西兰男子赛艇运动员。他曾代表新西兰参加2016年和2020年夏季奥林匹克运动会赛艇比赛，其中2020年奥运会获得一枚金牌。